# Candelaria (Lajas)
Candelaria es un barrio ubicado en el municipio de Lajas en el Estado Libre Asociado de Puerto Rico. En el Censo de 2010 tenía una población de 3599 habitantes y una densidad poblacional de 565,1 personas por km².

## Geografía
Candelaria se encuentra ubicado en las coordenadas 18°3′10″N 67°4′39″O / 18.05278, -67.07750. Según la Oficina del Censo de los Estados Unidos, Candelaria tiene una superficie total de 6.37 km², que corresponden a tierra firme.

## Demografía
Según el censo de 2010, había 3599 personas residiendo en Candelaria. La densidad de población era de 565,1 hab./km². De los 3599 habitantes, Candelaria estaba compuesto por el 74.58% blancos, el 3.58% eran afroamericanos, el 0.14% eran amerindios, el 0.03% eran asiáticos, el 19.92% eran de otras razas y el 1.75% pertenecían a dos o más razas. Del total de la población el 99.67% eran hispanos o latinos de cualquier raza.